# Zsarnokölők

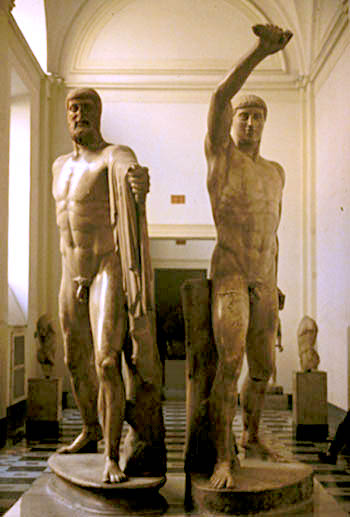
A Zsarnokölők (római kori másolat a Nápolyi Múzeumban)

A Zsarnokölők elnevezésű ókori görög szoborcsoport Anténór görög szobrász alkotása.

## Leírása
A szoborcsoport a homoszexuális szerelmespárt, Harmodioszt és Arisztogeitónt ábrázolja, akik Athén két türannosza ellen i. e. 514-ben egy sikertelen merényletet hajtottak végre. A kivégzett hősök emlékét a demokrácia megszilárdulása után karolták fel, ekkor készült el ez a szoborcsoport is. Egyedi megrendelésnek számított, ez volt az első olyan köztéri szobor, amely magánembereket ábrázolt és mégis az állam költségén készült. A szobrot i. e. 480-ban a város kifosztó perzsák magukkal vitték. Másolatát i. e. 477-ben újra kiállították az agora sarkán. I. e. 300 körül a perzsák visszaadták az eredeti szobrot, amit annak másolata mellé állítottak ki. Az idők folyamán mindkét szobor elveszett. Az alkotás csak római másolatok révén ismert.